# Le Mariage de Tuya
Pour plus de détails, voir Fiche technique et Distribution.
Le Mariage de Tuya (图雅的婚事, pinyin : Túyǎ de hūnshì) est un film chinois de Wang Quan'an, réalisé en 2006. Il a reçu l'Ours d'or au Festival de Berlin (57e Berlinale) en février 2007 et est sorti en France le 19 septembre 2007.

## Synopsis
C'est un portrait d'une fermière de Mongolie-Intérieure qui, pour subvenir aux besoins de sa famille (en particulier de son mari handicapé après un accident) et d'une centaine de moutons, demande le divorce pour pouvoir se remarier.

## Fiche technique
- Titre original : 图雅的婚事, Túyǎ de hūnshì
- Titre : Le Mariage de Tuya
- Réalisation : Wang Quan'an
- Scénario : Lu Wei, Wang Quan'an
- Photographie : Lutz Reitemeier
- Musique : Jiang Peng
- Pays d'origine : Chine
- Langue : mandarin
- Format : couleurs
- Genre : drame
- Durée : 92 minutes
- Date de sortie : 2006

## Distribution
- Yu Nan (余男) (VF : Carole Baillien): Tuya

## Récompenses
Berlinale 2007
- 2007: Ours d'or (meilleur film)
- 2007: Prix du jury œcuménique

Festival international du film de Chicago
- 2007: Prix "Hugo d'argent" dans la catégorie "meilleure actrice" : Yu Nan
- 2007: Prix spécial du jury pour Wang Quan'an